# Сарана Сергій Станіславович
Сергій Станіславович Сарана (нар. 7 грудня 1978, Лозова, Харківська область, УРСР) — український та казахський футболіст та тренер, виступав на позиції воротаря.

## Життєпис
Народився в місті Лозова, Харківська область. Вихованець харківського «Металіста». Зіграв за команду 2 матчі у першій лізі України в 1997 і 1998 роках. Виступав також «Авангард» з Мерефи, який згодом перетворився на дубль «Металіста». З 2000 по 2004 рік був гравцем команди «Арсенал» (Харків). Усього у першій і другій лігах України провів 92 поєдинки, пропустив 101 м'яч, у Кубку України — 4 матчі, 3 пропущені голи.
У 2004 році дебютував у чемпіонаті Казахстану за команду «Атирау». За клуб в лізі зіграв 18 матчів, ще 3 поєдинки у кубку країни. З 2005 по 2010 рік захищав кольори карагандинського «Шахтаря», в чемпіонаті у футболці «гірників» провів 13 поєдинків. У 2011 році провів останній сезон у професіональномуному футболі в другій лізі Казахстану за команду «Акжайик».
З 2013 по 2015 рік працював тренером воротарів української команди «Геліос», у 2016 році працював на тій же посаді в «Металісті». З 2015 по 2017 рік виступав також за аматорські клуби «Старт» (Чугуїв), «Дружба» (Харків) та «Квадро» (Первомайський) у чемпіонаті Харківської області.

## Досягнення
Шахтар (Караганда)
- -  Бронзовий призер (1): 2007